# 1459
Cette page concerne l'année 1459  du calendrier julien.
L'année 1459 est une année commune qui commence un lundi.

## Événements
- 11 janvier : Nicolas de Cues est nommé vicaire général au temporel par le pape Pie II[1]. Il se voit confier des travaux d’administration ecclésiastique à Rome, où il joue un rôle très important.
- 3 février : arrivée à Rennes du duc François II de Bretagne pour son couronnement[2].

- 29 mars, Pâques : pour contrer l’opposition intérieure, Vlad Tepes, prince de Valachie, aurait fait empaler de nombreux seigneurs valaques (500 personnes, selon les contemporains) lors d’un banquet à Târgoviște le dimanche de Pâques[3]. Il les remplace par ses fidèles.

- 4 avril : paix entre Étienne III le Grand de Moldavie et les envoyés de Casimir IV de Pologne. Étienne reconnaît la cession de Khotin à la Pologne[4]. Son compétiteur Pierre Aron, abandonné par la Pologne, se réfugie en Transylvanie (1460-1461) où Étienne le traquera pour le capturer le faire décapiter en décembre 1470.

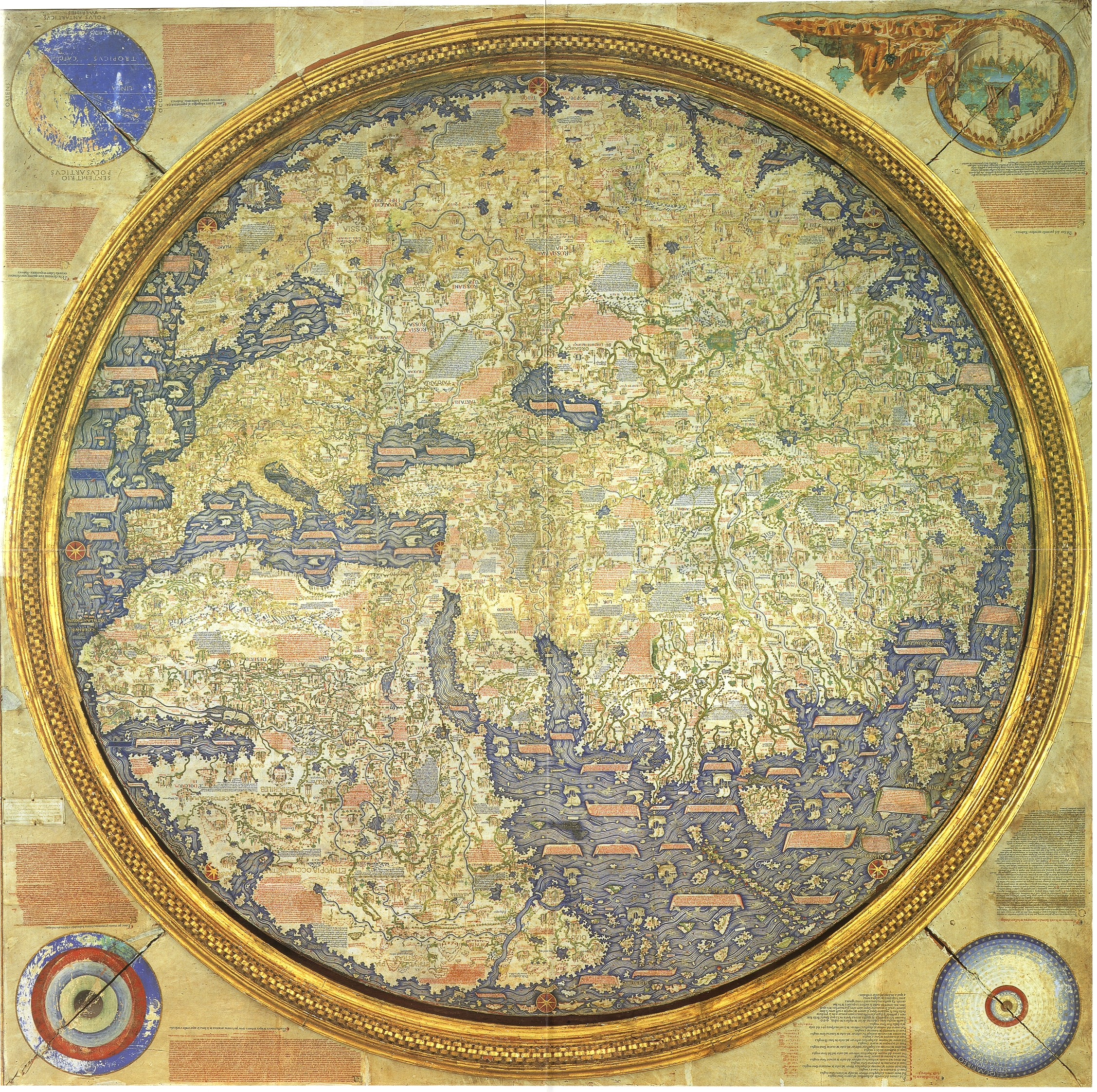
24 avril : mappemonde de Fra Mauro, inversée

- 24 avril : la mappemonde représentant l'ancien monde par le religieux camaldule Fra Mauro est complétée[5].

- 3 juin, Inde : début du règne de Mahmûd Shâh, sultan du Gujerat (fin en 1511)[6]. Le sultanat du Gujerat atteint son expansion territoriale maximale.
- 16 juin[7] : le duc de Milan Francesco Sforza envoie sans résultat une lettre au Négus d’Éthiopie Zara Yacoub pour lui demander s’il a conservé des ouvrages, inconnus en Europe, de Salomon son ancêtre, de les lui envoyer pour les faire traduire en latin.
- 20 juin : les Turcs Ottomans s'emparent de Smederevo[8]. Le despotat de Serbie est annexée à l'empire ottoman.
- 21 juin : début du concile de Mantoue qui décide la reprise de la croisade contre les Turcs le 26 septembre[9]. La guerre civile en Hongrie entre les partisans de l’empereur Frédéric III et Mathias Corvin en compromet la réalisation.

- 6 juillet : le troisième vizir watasside du Maroc Yahya est assassiné avec sa famille sur ordre du sultan mérinide `Abd al-Haqq[10].

- 14 septembre : Pietro di Campofregoso tente de chasser les Français de Gênes mais est tué[11].
- 20 septembre : première mention de Bucarest[12].
  - Vlad Dracula fait construire une résidence princière (curte) à Bucarest (1459-1465). Il frappe un ducat d’argent de 0,60 g. destiné à payer les mercenaires pour la défense contre les Turcs, puis retire leurs privilèges commerciaux en Valachie aux marchands saxons de Brașov, ce qui déclenche des tensions avec la Hongrie.
- 23 septembre : bataille de Blore Heath dans la Guerre des Deux-Roses en Angleterre[13]. Victoire de la Maison d'York sur la Maison de Lancastre.
- 12 octobre : déroute de Ludford Bridge. Richard d'York fuit en Irlande[14].
- 12 novembre : fondation de l'université de Bâle, par une bulle du pape Pie II[15], destinée à concurrencer l'université de Fribourg-en-Brisgau, que venait de créer deux ans auparavant le duc d'Autriche Albert VI, avec lequel le souverain pontife était en dispute.
- 15 décembre : un synode de l’Église russe condamne Grégoire, métropolite de Kiev[16]. L’église russe est divisée. Le synode reconnaît au souverain de Moscou le droit de confirmer le métropolite élu par les évêques.

- Inde : fondation de Jodhpur, capitale du Marwar[17].

- la peinture en 1459 sur Commons

## Naissances en 1459
- Date précise inconnue :
- Cima da Conegliano, peintre vénitien l'école vénitienne († 1517).
- Vers 1459 :
- Lorenzo di Credi, peintre et sculpteur italien († 12 janvier 1537).

## Décès en 1459
- 10 mai : Antonin de Florence, religieux dominicain italien, archevêque de Florence de 1446 à 1459 et saint catholique. (° 1389).
- 30 octobre : Poggio Bracciolini, dit Le Pogge, humaniste italien. (° 11 février 1380).